# Epiprocta
Epiprocta ist eine im Jahr 1996 von dem deutschen Entomologen Lohmann beschriebene Unterordnung der Libellen (Odonata). Diese wurde vorgeschlagen, um die aus verschiedenen Linien rezenter und fossiler Arten zusammengesetzten und als paraphyletisch betrachteten Urlibellen (Anisozygoptera) in die phylogenetische Systematik einzugliedern. Die verbliebene rezente Linie der „Anisozygoptera“ wurde als Teilordnung Epiophlebioptera der Unterordnung Epiprocta zugeordnet, ebenso die bis dahin als eigenständige Unterordnung geführten Großlibellen (Anisoptera), die in diesem System ebenfalls eine Teilordnung der Epiprocta darstellen. Für die nur fossil bekannten Linien der „Urlibellen“ gibt es allerdings noch keine allgemein anerkannte Systematik.

## Merkmale
Die Unterordnung ist nach einem am Hinterleib der Männchen sitzenden Organ, dem Epiproctum, das dem Ergreifen der Weibchen bei der Paarung dient, benannt.

## Teilordnungen
Eine Linie der ehemaligen Urlibellen wird nun in der Teilordnung Epiophlebioptera zusammengefasst. Sie existiert heute nur noch mit wenigen Arten in einer einzigen Gattung. Im Himalaya (Nepal und Bhutan) kommt Epiophlebia laidlawi vor und in Japan Epiophlebia superstes. Die geographische Lücke zwischen beiden wird durch die in China verbreiteten Arten Epiophlebia sinensis und Epiophlebia diana geschlossen, über die aber erst wenig bekannt ist.
Bei den Großlibellen (Anisoptera) sind die Flügelpaare ungleich groß und stehen in Ruhestellung seitlich vom Körper ab. Außerdem ist die dorsale Flugmuskulatur reduziert.
Diesen beiden Gruppen der Epiprocta stehen die Kleinlibellen (Zygoptera) als eigenständige Unterordnung gegenüber. Diese müssen sich nicht unbedingt durch ihre Größe von den Epiprocta unterscheiden, ein wesentliches Merkmal ist jedoch, dass sie gleich große Flügelpaare besitzen, die bei den meisten Familien in Ruhestellung nach hinten über dem Körper zusammengefaltet werden können.

## Kladogramm der Libellen
| Epiprocta | \| \| Urlibellen („Anisozygoptera“, Epiophlebioptera) \| \| \| \| \| \| Großlibellen (Anisoptera) \| \| \| \| |
|           | \| \| Urlibellen („Anisozygoptera“, Epiophlebioptera) \| \| \| \| \| \| Großlibellen (Anisoptera) \| \| \| \| |
|           | Kleinlibellen (Zygoptera)                                                                                     |
|           | |
|           | Urlibellen („Anisozygoptera“, Epiophlebioptera)                                                               |
|           | |
|           | Großlibellen (Anisoptera)                                                                                     |
|           | |

|  | Urlibellen („Anisozygoptera“, Epiophlebioptera) |
|  |                                                 |
|  | Großlibellen (Anisoptera)                       |
|  |                                                 |

## Alternative Deutungen
Das von Lohmann vorgeschlagene System gibt, was die rezenten Gruppen der Libellen angeht, den wissenschaftlichen Konsens wieder und ist weithin akzeptiert und durch zahlreiche neuere Untersuchungen bestätigt worden. Die vorgeschlagene Nomenklatur und Benennung sind aber nicht von allen Wissenschaftlern übernommen worden. Viele Odonatologen nennen die Gruppe anstelle von Epiprocta Lohmann, 1996 lieber Epiproctophora Bechly, 1996. Sie nehmen Bezug auf eine im selben Jahr erschienene Arbeit von Günter Bechly. Viele andere folgen einem Vorschlag von Klaas-Douwe Dijkstra und Kollegen von 2007 (fortgeschrieben 2013), die, um eine aus ihrer Sicht  unnötige Vermehrung von Namen zu vermeiden, die Anisozygoptera (im Rang einer Unterordnung) emendiert und umdefiniert haben, so dass sie nur noch die rezenten Epiophlebiidae und ihre unmittelbaren Verwandten umfassen. Sie vermeiden also ein Taxon Epiophlebioptera. Bei Verwendung des Namens Anisozygoptera in der Literatur sollte also darauf geachtet werden, welcher taxonomischen Auffassung der jeweilige Bearbeiter folgt.
Das oben dargestellte Kladogramm wird rasch komplizierter und unübersichtlicher, wenn die zahlreich vorliegenden fossilen Funde von Libellen aus dem Jura und der Kreide mit darin berücksichtigt werden sollen. Für diese Gruppen existieren bis heute verschiedene, konkurrierende Phylogenien, die durch weitere neue Funde ständig aktualisiert und erweitert werden müssen. Über die Position von vorgeschlagenen Gruppen wie den Stenophlebioptera und den Heterophlebioptera, und die systematische Position von diesen im Verhältnis zu den rezenten Gruppen gibt es also nach wie vor unterschiedliche Auffassungen.